# Republica Sovietică Socialistă Tadjică
Republica Sovietică Socialistă Tadjică a fost numele Tadjikistanului în perioada cât a făcut parte din Uniunea Sovietică, din 1929 până în 1991.
Republica a fost constituită pe 14 octombrie 1924, mai întâi ca o republică autonomă RSSA Tadjică, fiind parte a RSS Uzbecă. Pe 5 decembrie 1929 a fost transformată în republică sovietică unională - RSS Tadjică. Pe 9 septembrie 1991, țara și-a proclamat independența față de URSS și a fost redenumită Republica Tadjikistan.

## Istoria
Unul dintre statele nou create în Asia Centrală în 1924 a fost Uzbekistanul, care a avut de la început statutul de republică sovietică unională. Tadjikistanul a fost creat ca o republică sovietică autonomă în cadrul Uzbekistanului. Noua republică autonomă includea și ceea ce fusese regiunea răsăriteană Buhara, având o populație de 740.000, dintr-o populație totală de aproximativ 5 milioane de cetățeni uzbeci. Capitala Tadjikistanului a fost stabilită la Dușanbe, care în 1920 era un sat de 3.000 de locuitori. În 1929, Tadjikistanul s-a desprins de Uzbekistan și a primit statutul de republică sovietică unională. În acel an, partea care formează astăzi nordul republicii a fost adăugat la teritoriul național. Chiar și cu această nouă regiune care completa teritoriul țării, Tadjikistanul a rămas cea mai puțin întinsă republică central asiatică.
Odată cu crearea republicii naționale, au fost create și instituțiile care, cel puțin în mod formal, aveau caracter național. În 1926 a fost publicat primul ziar în limba tadjică în Tadjikistanul Sovietic. În același an au început să funcționeze și primele instituții de educație publică în limba tadjică. Primele școli de stat deschise în 1926 au fost destinate școlarizării atât a copiilor cât și a adulților. Guvernul central a pregătit și un număr de funcționari publici din rândul tadjicilor, prin școlarizare în țară sau în Uzbekistan.